# Copa América 1917
Copa América 1917 – drugie mistrzostwa kontynentu południowoamerykańskiego (oficjalnie pierwsze), odbyły się w dniach 30 września – 14 października 1917 w Urugwaju. Uczestniczyły w nich cztery reprezentacje (dokładnie te same co rok wcześniej): Argentyny, Urugwaju, Brazylii i Chile. Grano systemem każdy, z każdym, a o zwycięstwie w turnieju decydowała końcowa tabela.

## Uczestnicy

### Argentyna
| Zawodnik                 | Klub                             |
| ------------------------ | -------------------------------- |
| Antonio Blanco           | Rosario Central                  |
| Eduardo Blanco           | Rosario Central                  |
| Pedro Calomino           | Boca Juniors                     |
| Edwin Clarcke            | Porteño Buenos Aires             |
| Marcos Crocce            | Racing Club de Avellaneda        |
| Jaime Chavín             | CA Huracán                       |
| Alejandro Elordi         | Ferro Carril Oeste               |
| Antonio Ferro            | CA Independiente                 |
| Pascual Garré            | CA Independiente                 |
| Ennis Hayes              | Rosario Central                  |
| Carlos Isola             | River Plate                      |
| Juan Madero              | CA Estudiantes                   |
| Alfredo MartÍn           | CA Tigre                         |
| Pedro Martínez           | CA Huracán                       |
| Ernesto Mattozzi         | Estudiantil Porteño Buenos Aires |
| Alberto Bernardino Ohaco | Racing Club de Avellaneda        |
| Francisco Olazar         | Racing Club de Avellaneda        |
| Ricardo Pepe             | Racing Club de Avellaneda        |
| Juan Nelusco Perinetti   | Racing Club de Avellaneda        |
| Armando Reyes            | Racing Club de Avellaneda        |
| Nicolás Vivaldo          | Racing Club de Avellaneda        |

### Brazylia
| Zawodnik                    | Klub                     |
| --------------------------- | ------------------------ |
| ADHEMAR dos Santos          | América Rio de Janeiro   |
| Amílcar                     | SC Corinthians Paulista  |
| ARNALDO Patusca Silveira    | Santos FC                |
| CAETANO Izzo                | Palestra Itália          |
| CASEMIRO Amaral             | Mackenzie Rio de Janeiro |
| CHICO NETO – Francisco Neto | Fluminense FC            |
| Antonio DIAS                | São Bento São Paulo      |
| Armando Almeida GALO        | CR Flamengo              |
| HAROLDO Pereira Domingues   | Santos FC                |
| Sylvio LAGRECA              | São Bento São Paulo      |
| NECO – Manoel Nunes         | SC Corinthians Paulista  |
| José França de PAULA RAMOS  | América Rio de Janeiro   |
| Antônio PICAGLI             | Palestra Itália          |
| Sylvio VIDAL Leite Ribeiro  | Fluminense FC            |
| Trener: Sylvio LAGRECA      |                          |

### Chile
| Zawodnik               | Klub                          |
| ---------------------- | ----------------------------- |
| Juan Alvarado          | Artillero de Costa Talcahuano |
| Héctor Baeza           | Santiago Wanderers            |
| Hernando Bolados       | Unión Marítimo Chañaral       |
| Enrique Cárdenas       | Santiago Wanderers            |
| Guillermo Cisternas    | -                             |
| Luis Encina            | Valparaíso FC                 |
| Luis García            | Tander Coquimbo               |
| Francisco Gatica       | Eleuterio Ramírez Santiago    |
| Manuel Geldes          | Santiago Wanderers            |
| Manuel Guerrero        | La Cruz Valparaíso            |
| Norberto Guevara       | Gold Cross Talcahuano         |
| Bartolomé Muñoz        | CD Fernández Vial             |
| Horacio Muñoz          | CD Fernández Vial             |
| Julio Paredes          | Talca Nacional                |
| Rodolfo Rojas          | -                             |
| Trener: Julián Bártola |                               |

### Urugwaj
| Zawodnik               | Klub                      |
| ---------------------- | ------------------------- |
| Alfredo Balmelli       | Central Montevideo        |
| N. Bartolazzo          | River Plate FC Montevideo |
| José Benincasa         | CA Peñarol                |
| Miguel Benincasa       | River Plate FC Montevideo |
| Sadí Couture           | Dublin Montevideo         |
| Alfredo Foglino        | Club Nacional de Football |
| Raúl Garrido           | Universal Montevideo      |
| Isabelino Gradín       | CA Peñarol                |
| Rodolfo Marán          | Club Nacional de Football |
| Antonio Marques Castro | CA Peñarol                |
| Carlos Mongelar        | Universal Montevideo      |
| Nelson Montes          | Montevideo Wanderers      |
| Jorge Germán Pacheco   | CA Peñarol                |
| José Pérez             | CA Peñarol                |
| José Piendibene        | CA Peñarol                |
| Abdón Porte            | Club Nacional de Football |
| Gregorio Rodríguez     | Universal Montevideo      |
| Angel Romano           | Club Nacional de Football |
| Cayetano Saporiti      | Montevideo Wanderers      |
| Carlos Scarone         | Club Nacional de Football |
| Héctor Pedro Scarone   | Club Nacional de Football |
| Pascual Somma          | Club Nacional de Football |
| José Tognola           | Reformers Montevideo      |
| Antonio Urdinarán      | Club Nacional de Football |
| José Vanzzino          | Club Nacional de Football |
| Manuel Varela          | CA Peñarol                |
| Juan José Villar       | Montevideo Wanderers      |
| Armando Zibechi        | Montevideo Wanderers      |
| Trener: Ramón Platero  |                           |

## Mecze

### Urugwaj–Chile
| URUGWAJ – CHILE 4:0 (2:0)                                                                                         |
| --- |
| 30 września 1917, Montevideo, Stadion Parque Pereira (widzów 22 000)                                              |
| Sędzia: Germán Guassone                                                                                           |
| URUGWAJ: Saporiti – Urdinarán, Varela – Pacheco, Rodríguez, Vanzzino – Pérez, H.Scarone, Romano, C.Scarone, Somma |
| CHILE: Guerrero – Gatica, Cárdenas – García, Baeza, Cisternas – Geldes, Rojas, B.Muñoz, Encina, Paredes           |
| Bramki: 1:0 C.Scarone 20, 2:0 Romano 44, 3:0 C.Scarone 62 k, 4:0 Romano 75                                        |

### Argentyna–Brazylia
| ARGENTYNA – BRAZYLIA 4:2 (1:2)                                                                          |
| --- |
| 3 października 1917, Montevideo, Stadion Parque Pereira (widzów 20 000)                                 |
| Sędzia: Carlos Fanta                                                                                    |
| ARGENTYNA: Isola – Reyes, Ferro – Matozzi, Olazar, Pepe – Calomino, Ohaco, A.Blanco, Martín, Perinetti  |
| BRAZYLIA: Casemiro – Chico Neto, Vidal – Adhemar, Lagreca, Galo – Caetano, Dias, Amílcar, Neco, Arnaldo |
| Bramki: 0:1 Neco 8, 1:1 Calomino 15, 1:2 Lagreca 39 k, 2:2 Ohaco 56, 3:2 Ohaco 58, 4:2 A.Blanco 80      |

### Argentyna–Chile
| ARGENTYNA – CHILE 1:0 (0:0)                                                                                |
| --- |
| 6 października 1917, Montevideo, Stadion Parque Pereira (widzów 15 000)                                    |
| Sędzia: Alvaro Saralegui                                                                                   |
| ARGENTYNA: Isola – Reyes, Ferro – Matozzi, Olazar, Martínez – Vivaldo, Ohaco, A.Blanco, Martín, Perinetti  |
| CHILE: Guerrero – Gatica, Cárdenas – García, Guevara, Alvarado – H.Muñoz, Rojas, B.Muñoz, Bolados, Paredes |
| Bramki: 1:0 García 76 s                                                                                    |

### Urugwaj–Brazylia
| URUGWAJ – BRAZYLIA 4:0 (2:0)                                                                                    |
| --- |
| 7 października 1917, Montevideo, Stadion Parque Pereira (widzów 21 000)                                         |
| Sędzia: Germán Guassone                                                                                         |
| URUGWAJ: Saporiti – Foglino, Varela – Pacheco, Rodríguez, Vanzzino – Pérez, H.Scarone, Romano, C.Scarone, Somma |
| BRAZYLIA: Casemiro – Chico Neto, Vidal – Picagli, Lagreca, Paula Ramos – Caetano, Dias, Amílcar, Neco, Arnaldo  |
| Bramki: 1:0 H.Scarone 8, 2:0 Romano 17, 3:0 Romano 77, 4:0 C.Scarone 86                                         |
| Uwaga: Paula Ramos w 24 minucie doznał poważnej kontuzji i pozostałe 66 minut meczu Brazylia grała w osłabieniu |

### Brazylia–Chile
| BRAZYLIA – CHILE 5:0 (4:0)                                                                                 |
| --- |
| 12 października 1917, Montevideo, Stadion Parque Pereira (widzów 10 000)                                   |
| Sędzia: Ricardo Vallarino                                                                                  |
| BRAZYLIA: Casemiro – Chico Neto, Vidal – Haroldo, Lagreca, Galo – Caetano, Dias, Amílcar, Neco, Arnaldo    |
| CHILE: Guerrero – Gatica, Cárdenas – García, Guevara, Alvarado – H.Muñoz, Rojas, B.Muñoz, Bolados, Paredes |
| Bramki: 1:0 Caetano 21, 2:0 Neco 23, 3:0 Haroldo 26, 4:0 Amílcar 41, 5:0 Haroldo 59                        |
| Uwaga: w 89 minucie Casemiro obronił rzut karny egzekwowany przez B.Muñoza                                 |

### Urugwaj–Argentyna
| URUGWAJ – ARGENTYNA 1:0 (0:0) |
| --- |
| 12 października 1917, Montevideo, Stadion Parque Pereira (widzów 40 000)                                                                                    |
| Sędzia: Juan Livingstone |
| URUGWAJ: Saporiti – Foglino, Varela – Pacheco, Rodríguez, Vanzzino – Pérez, H.Scarone, Romano, C.Scarone, Somma                                             |
| ARGENTYNA: Isola – Reyes, Ferro – Matozzi, Olazar, Martínez – Calomino, Ohaco, Hayes, Martín, Perinetti                                                     |
| Bramki: 1:0 H.Scarone 62 g |
| Uwaga: ponieważ bramkarz Urugwaju Saporiti w 70 minucie doznał kotuzji, w bramce zastąpił go Varela – drużyna Urugwaju ostatnie 20 minut grała w osłabieniu |

## Podsumowanie

### Wyniki
Wszystkie mecze rozgrywano w Montevideo na stadionie Parque Pereira
| Urugwaj   | 4 – 0 (2-0) | Chile     |
| Argentyna | 4 – 2 (1-2) | Brazylia  |
| Argentyna | 1 – 0 (0-0) | Chile     |
| Urugwaj   | 4 – 0 (2-1) | Brazylia  |
| Brazylia  | 5 – 0 (4-0) | Chile     |
| Urugwaj   | 1 – 0 (0-0) | Argentyna |

### Końcowa tabela
| Poz | Klub      | Mecze | Zw | Rem | Por | Pkt | BrZd | BrStr |
| --- | --------- | ----- | -- | --- | --- | --- | ---- | ----- |
| 1   | URUGWAJ   | 3     | 3  | 0   | 0   | 6   | 9    | 0     |
| 2   | ARGENTYNA | 3     | 2  | 0   | 1   | 4   | 5    | 3     |
| 3   | BRAZYLIA  | 3     | 1  | 0   | 2   | 2   | 7    | 8     |
| 4   | CHILE     | 3     | 0  | 0   | 3   | 0   | 0    | 10    |

Drugim triumfatorem turnieju Copa América został po raz drugi z rzędu zespół Urugwaju.

### Strzelcy bramek
| Gole  | Piłkarze                                     |
| ----- | -------------------------------------------- |
| 4     | Romano                                       |
| 3     | C.Scarone                                    |
| 2     | Ohaco Haroldo, Neco H.Scarone                |
| 1     | A.Blanco, Calomino Amílcar, Caetano, Lagreca |
| samob | Garcia (dla Argentyny)                       |

### Sędziowie
| Mecze | Sędziowie                                                          |
| ----- | ------------------------------------------------------------------ |
| 2     | Germán Guassone                                                    |
| 1     | Carlos Fanta, Juan Livingstone Alvaro Saralegui, Ricardo Vallarino |